# Chartreuse de Montrieux
Pour les articles homonymes, voir Montrieux.
La chartreuse Notre-Dame de Montrieux ou Cartusia Montis Rivi  est une chartreuse située à Méounes-lès-Montrieux, dans le Var en région Provence-Alpes-Côte d'Azur.
La chapelle a fait notamment l'objet d'un classement au titre des monuments historiques et les autres vestiges sont inscrits sur l'Inventaire supplémentaire des monuments historiques.

## Histoire
Les chartreux s'établirent sur le site en 1137 et cette chartreuse est la 8e maison de l'ordre.
Au Moyen Âge, un père chartreux partit voyager en Orient, et en rapporta des graines et des plants de styrax aliboufier qu'il plante autour du monastère et  qui deviendront une grande forêt couvrant des bois et des forêts entières, et de « riantes collines », autrefois, de Saintes-Maries-de-la-Mer à Fréjus, de Solliès, à Signes, La Farlède, Belgentier et Roquebrune. Connus des pharmaciens, étudiants de Montpellier et botanistes pendant des siècles, il fut redécouvert par  Pierre Pena et Mathias de l'Obel revenant d'Italie   (cette découverte est relatée dans Stirpium adversa nova) puis au XIXe siècle. Ils servaient à faire des chapelets et, incisés, exsudaient une résine blanche parfumée offerte aux amis des chartreux.
C’est vers 1342, que Gherardo Petracco, frère du poète Pétrarque, s'installa à Montrieux après la mort de son amour la « Bella Donna ». Pétrarque lui rendit visite deux fois. Lors de la grande peste de 1348, Gherardo refusa de quitter la chartreuse et fut le seul survivant. Il se rendit à la Grande Chartreuse où on lui permit de choisir des religieux pour repeupler le monastère.
Pétrarque, qui légua à sa mort une somme d’argent au monastère, rapporte la légende suivante sur la fondation  de la chartreuse.

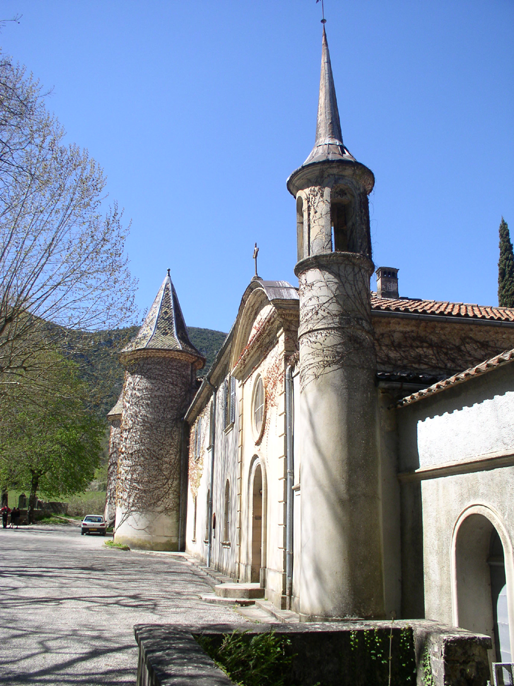
Chartreuse de Méounes-lès-Montrieux, 2005.

Il était jadis deux frères génois. L'un commerçait avec l’Orient et l’autre avec l’Occident. Ils se retrouvaient à Gênes régulièrement. Un jour celui de l’Orient ne voyant pas revenir son frère et apprenant qu’il avait débarqué à Marseille décida d’aller le rechercher. Il le trouva dans une forêt où il s’était installé, loin des hommes en attendant la mort.
Ce sont les frères de Montrieux qui essaimèrent en Provence et notamment fondèrent la chartreuse de Notre-Dame de la Verne. (1170)
L'édifice sera plusieurs fois détruit et les bâtiments actuels datent des XVIIe et XVIIIe siècles. Le monastère ayant été abandonné à la Révolution, les moines s'y établissent à nouveau en 1843 et en sont chassés manu militari une nouvelle fois en 1903 en vertu de la loi relative au contrat d'association de 1901.
Les religieux, 14 pères et 14 frères lais, se réfugient à la chartreuse de la Cervara en Italie et en 1936, la communauté de la Cervara fusionne avec celle de Montrieux, quitte le monastère de Cervara pour aller dans la chartreuse de Mougères.
Le bâtiment vendu aux enchères à Brignoles.
C’est à Montrieux que fut inhumé le comte de Valbelle. Son tombeau, un des plus beaux monuments de Provence, composé de quatre figures féminines, deux debout, deux assises, est attribué à Christophe Fossati et fut détruit à la Révolution. Les statues furent vendues. L’Espérance fut placée à la Sainte-Baume, la Force au tribunal de Draguignan, la Provence, après avoir décoré une fontaine à Toulon, se trouve au musée de la ville et enfin sainte Monique a été envoyée à Fréjus. Le buste par Houdon, retrouvé en 1811, est au musée de Draguignan. Deux petits pleureurs sont dans l’église de Méounes-lès-Montrieux.
La chartreuse abrita une partie des Archives du 2e Bureau (Renseignements et Contre-Espionnage) du 26 novembre 1942 à la Libération du Var. Une partie des archives très sensible de la Marine nationale qui ne devaient à aucun prix tomber entre les mains de l'ennemi furent détruites dans la chartreuse le 26 novembre 1942 sur ordre du capitaine de frégate Nomura, chef du 2e Bureau de préfecture maritime de Toulon par le capitaine de corvette De Geoffroy, chef du service du personnel alsaciens-lorrains, rattaché à la préfecture maritime de Toulon.
Les lieux sont encore occupés en 2008 par douze moines de l'ordre (sept pères et cinq frères). Il n'y a pas de noviciat. Les novices ne sont formés que dans les deux autres chartreuses françaises, la Grande Chartreuse et la chartreuse de Portes. Ils furent très proches de la fondation des Petits Frères de Jésus et de leur consolidation dans les années 1950.
Le prieur en est dom Martin Darbon  jusqu'en 1978, puis dom Bruno-Marie Grobon jusqu'en 2013.

## Chartreux de Montrieux
Y furent moines :
- Hugues de Miramar, prieur de 1240 à 1243,
- Gilbert de Launay (†1609), né à Moulins; jurisconsulte et avocat à Paris; profès en Chartreuse, le 30 novembre 1579; hôte à Cahors; prieur de Lyon de 1593 à 1595; vicaire à Cologne; prieur de Beaune et de Montrieux[13]
- Louis de Lauzeray, né à Tours, il fait profession à la Grande Chartreuse le 25 avril 1608 et y devient sacristain. Nommé prieur du Liget en 1622, il est déposé en 1631 à cause de sa trop grande sévérité et revient en Grand Chartreuse. Il est prieur de Meyriat dès 1632, sous-scribe en 1636 en Chartreuse, prieur de Montrieux et visiteur de Provence en 1638, prieur de Villeneuve en 1642 ; en 1643 il est déposé de sa charge de visiteur et retourne prieur de Montrieux. Il redevient prieur de Villeneuve en 1648 et meurt en charge le 13 avril 1658.
- Joseph de Martinet sous la Révolution française,
- Timothée Arnould-Fleury, né à Troyes en 1818, profès de la Grande Chartreuse en 1841, vicaire de Portes, premier recteur-fondateur du Glandier en 1869, prieur de Montrieux en 1874, puis prieur de Mougères, il est mort à la Grande Chartreuse le 6 juin 1895.
- Michel Goyat alias « frère Gilles », premier compagnon de Charles de Foucauld, né au Guilvinec, et qui y mourut en 1963.
- Louis Chastenet de Géry, Bernard en religion, né le 28 juin 1892 près de La Rochelle. Entré à l'école militaire de Saint-Cyr en 1912[14], il est deux fois grièvement blessé pendant la guerre. Il entre à la chartreuse de Farneta (en ce temps Grande Chartreuse) en 1919. Profès le 8 septembre de l’année suivante, il devient procureur de Sélignac en 1928, de Tarragone en 1931, de Chartreuse en 1938. En 1953, il devient prieur de Montrieux. Sa santé déclinante le fait envoyer en 1965 coadjuteur à Nonenque, puis hôte à Mougères en 1969, puis à Montrieux en 1977, où il meurt le 21 janvier 1978.
- Marcellin Theeuwes, de nationalité néerlandaise, prieur de 1983 à 1997, prieur général de l'Ordre de 1997 à 2012, y meurt en 2019.

## Monument et objets mobiliers protégés
Le monument est protégé au titre des monuments historiques de la façon suivante : 
- Chapelle, classement par arrêté du 25 février 1980 ;
- Vestiges de l'ancienne abbaye (sauf partie classée) : inscription sur l'Inventaire supplémentaire des monuments historiques suivant le même arrêté.

Objets mobiliers classés au titre des monuments historiques :
- Autel, gradins d'autel, tabernacle[16].

## Sources
- Archives départementales du Var : Fonds de la Chartreuse de Montrieux, sous-série 1H